# Defileele Uzului
Defileele Uzului reprezintă o serie de defilee situate pe valea râului Uz. 
Datorită tectonicii regiunii și caracterului transversal al văii sale, Uzul curge prin mai multe sectoare înguste cu aspect de defileu, formate în gresiile dure ale flișului extern. Sectoarele de defileu alternează cu mici bazinete de eroziune. Astfel:
- primul defileu se află în Munții Ciucului[2] și se întinde între bazinetul de la Ocoliș (în maghiară Aklos), format în structurile flișului intern (cretacic) și cel de la Valea Uzului. Primul defileu cuprinde unele sectoare cu aspect de chei săptate în gresie de tipul celei de Tarcău[1] (Cheile Uzului),[3][4] astfel că în această zonă, pragurile și repezișurile albiei se succed la intervale mici.[1] Este cel mai lung dintre defilee.[5]
- al doilea defileu se află între bazinetul de la Valea Uzului și cel de la Poiana Uzului, între rama nordică a  Munților Nemira și Munții Ciucului. Acest al doilea defileu[1] (găsit cu numele de Defileul Uzului)[6] este cel mai frumos dintre cele trei.[7] Traversează o zonă puternic împădurită, cu excepția micii poieni de la „Chibritărie” și este mai scurt ca primul, fără a-și pierde însă din caracterul de spectaculozitate. Astfel valea, care din loc în loc își schimbă direcția datorită alternanței rocilor cu durități diferite,  este străjuită de versanți abrupți cu trene mari de grohotișuri[1] mascate de pădurea care coboară pînă la nivelul apei[8] și blocuri imense. Pe acest sector se găsesc cascadele Uzului: Nasolea Mare și Nasolea Mică,[1] în apropierea acestora valea îngustându-se, pentru a căpăta un profil de pantă de 7,2 m/km. Materialul detritic de dimensiuni mari este observabil pe versantul situat între Bărzăuța (afluent de dreapta) și cascada Nasolea Mare.[9]
- al treilea sector este reprezentat de către un scurt defileu la „Pivniceri”[1] (Cheile Pivniceri),[10] unde o  bară de gresie eocenă închide bazinetul Poiana Uzului[11] și unde s-a construit barajul lacului de acumulare.[1]

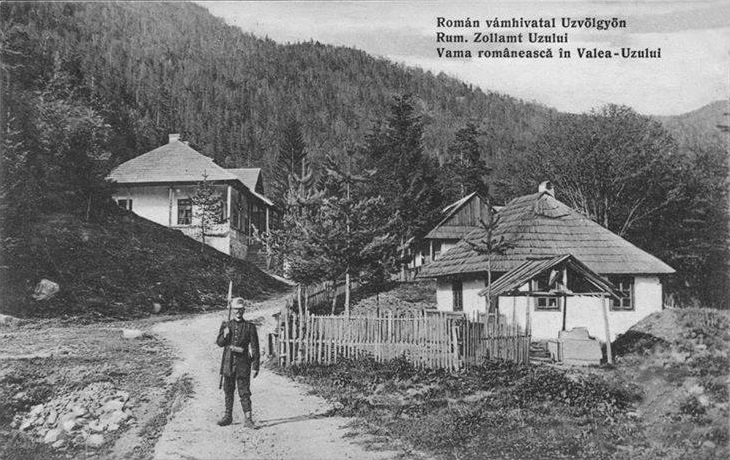
Vama Uzului: punctul vamal românesc înainte de 1918.

Cel de-al doilea defileu se mai regăsește în literatura română și respectiv în cea maghiară și sub alte nume, de Strâmtoarea Uzului ori de Kistölgyesi-szoros, Üzi-szoros, Alcsíki Tölgyes-átjáró și Kõkert-szoros. La scurtă distanță de intrarea sa în amonte era traversat de vechea graniță dintre Regatul României și Austro-Ungaria, aici găsindu-se în acele vremuri un punct vamal numit Vama Uzului.
Sectoarele de defileu, ca de altfel întreaga vale a Uzului, sunt străbătute de drumul județean Dărmănești — Valea Uzului — Sînmartin (DJ 123).

## Referințe

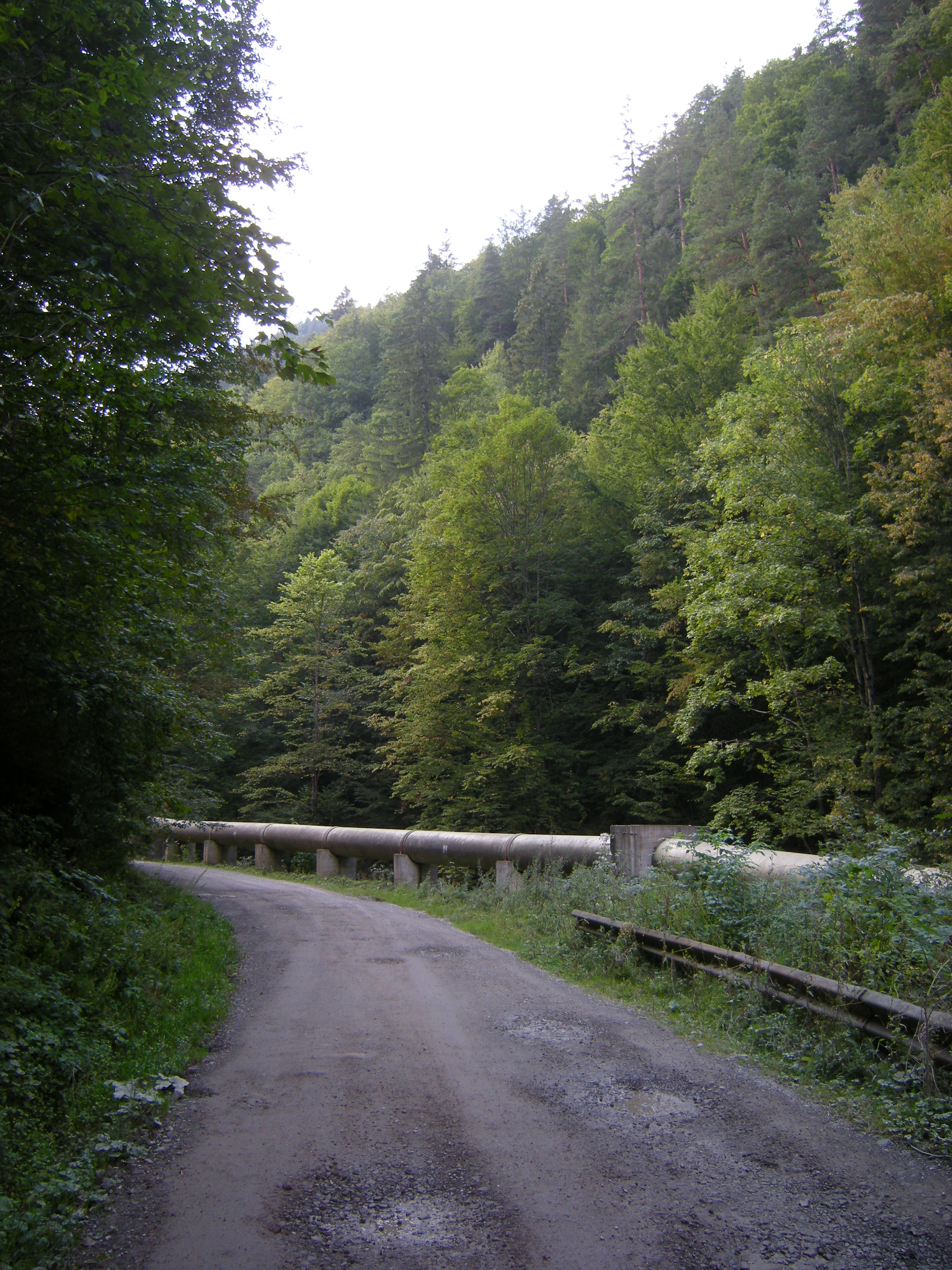
Defileul în amonte de Valea Uzului, Harghita